# Waalwijk
Waalwijk (anhörenⓘ) ist eine Gemeinde und Stadt in den Niederlanden, Provinz Noord-Brabant. Die Fläche beträgt circa 67,7 km², die Einwohnerzahl 51.238 (Stand 1. Januar 2025).
Zur Gemeinde gehört der Hauptort gleichen Namens sowie die Dörfer Waspik und Sprang-Capelle. Auffällig ist, dass letzteres Dorf, anders als die anderen Orte in der Gemeinde, eine überwiegend protestantische Bevölkerung hat. Das liegt daran, dass es bis etwa 1800 zur Provinz Zuid-Holland gehört hat.

## Lage und Wirtschaft
Die ehemalige Stadt Waalwijk, die 1232 von Holland zu Brabant überging und 1303 das Stadtrecht erhielt, liegt nördlich von Tilburg in der nach einer alten, langen Straße Richtung ’s-Hertogenbosch benannten Region Langstraat, die von alters her der Mittelpunkt der niederländischen Schuh- und Lederindustrie ist. Die Waalwijker Leder- und Schuhfabriken importieren ihre Produkte jetzt unter anderem aus Italien. Die Nähe zur Maas hat diese Industrie auch immer gefördert. Es gibt in Waalwijk noch mehrere andere, vor allem kleine Industrie-, Handels- und Dienstleistungsunternehmen. Mit Stahl Holdings hat ein größeres Unternehmen der chemischen Industrie seinen Sitz in Waalwijk.
Die Gemeinde hat mehrere Ausfahrten an der Autobahn A59, die Waalwijk u. a. mit den benachbarten Städten Oosterhout im Westen sowie ’s-Hertogenbosch im Osten verbindet. In Richtung Süden, nach Tilburg, schafft die teilweise autobahnartig ausgebaute N261 eine Straßenverbindung. Einen Eisenbahnanschluss besitzt Waalwijk nicht mehr.

## Sehenswürdigkeiten
- Nur etwa 4 Kilometer nach Süden liegt der Freizeitpark „Efteling“.
- In Waalwijk steht das niederländische Leder- und Schuhmuseum.
- Der Ort hat zwei bekannte Kirchen: die reformierte Kirche im Zentrum, 1450–1520 erbaut, und die neue katholische Kirche (1926) in byzantinischem Stil.
- In Sprang-Capelle steht die alte Nikolauskirche (15. Jahrhundert) mit einem mächtigen Turm. Er ist nur gelegentlich zu besichtigen.
- Sprang-Capelle hat auch eine 1747 erbaute und seitdem mehrmals restaurierte Windmühle.
- Waalwijk hat auch einen thailändisch, buddhistischen Tempel: „Wat Buddharama Netherlands“.[3]
- In Waalwijk ist der Profi-Fußballverein RKC Waalwijk zu Hause.
- In der Nähe von Waalwijk und der Efteling liegt der Naturpark „Loonsche en Drunensche Duinen“ (Wald, Heide, Sanddünen).

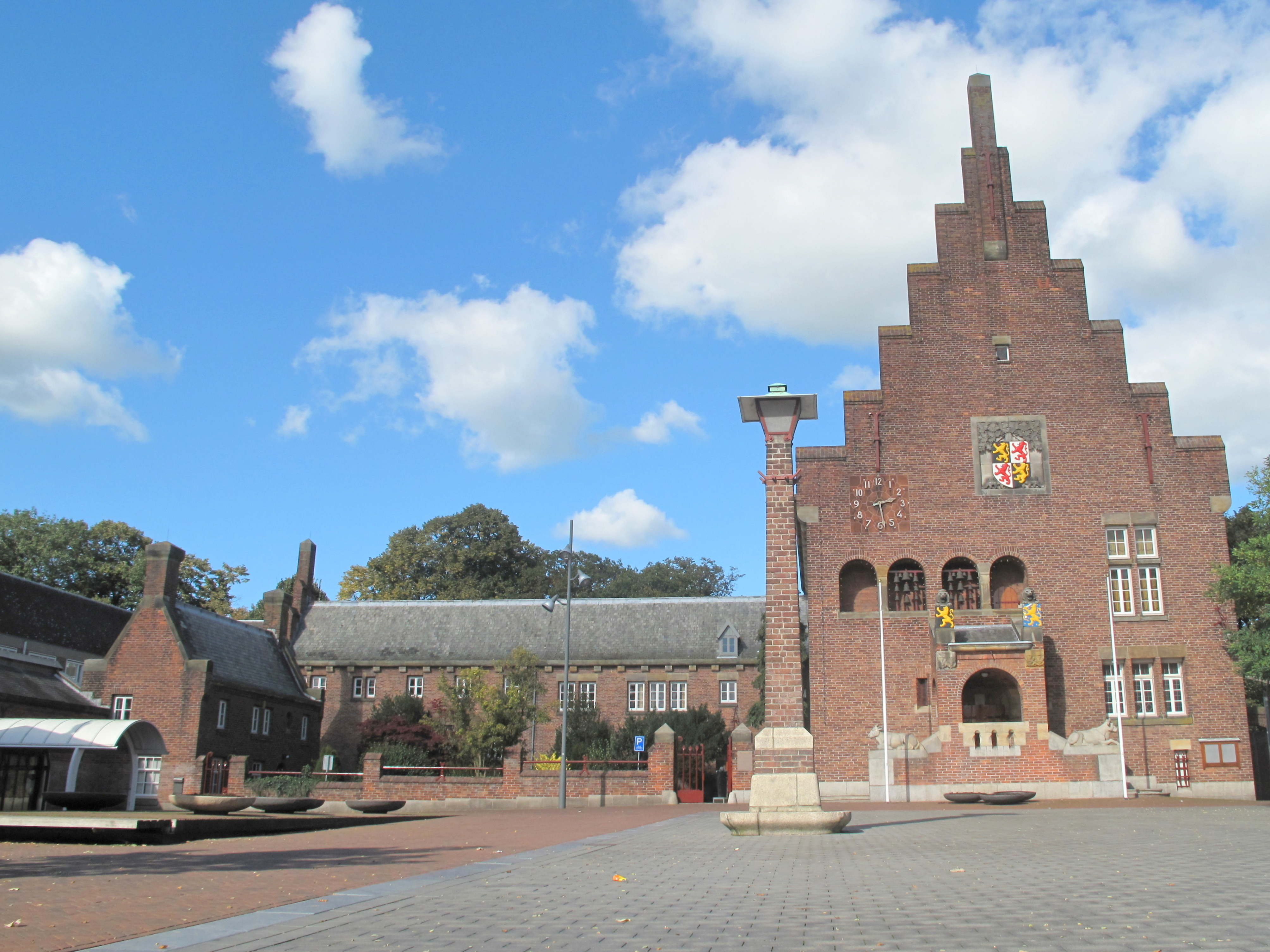
Waalwijk, Rathaus
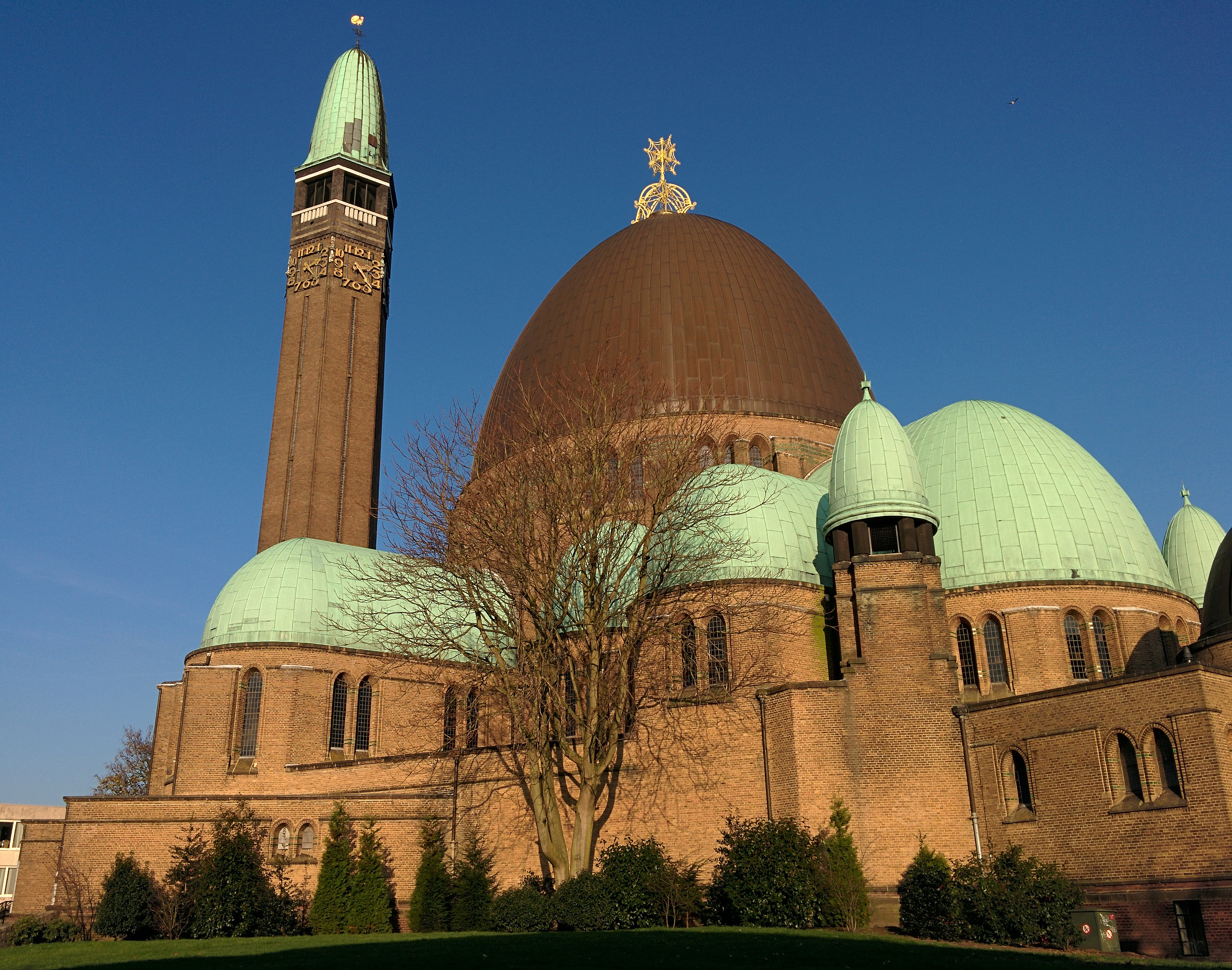
Waalwijk, Sint Janskerk
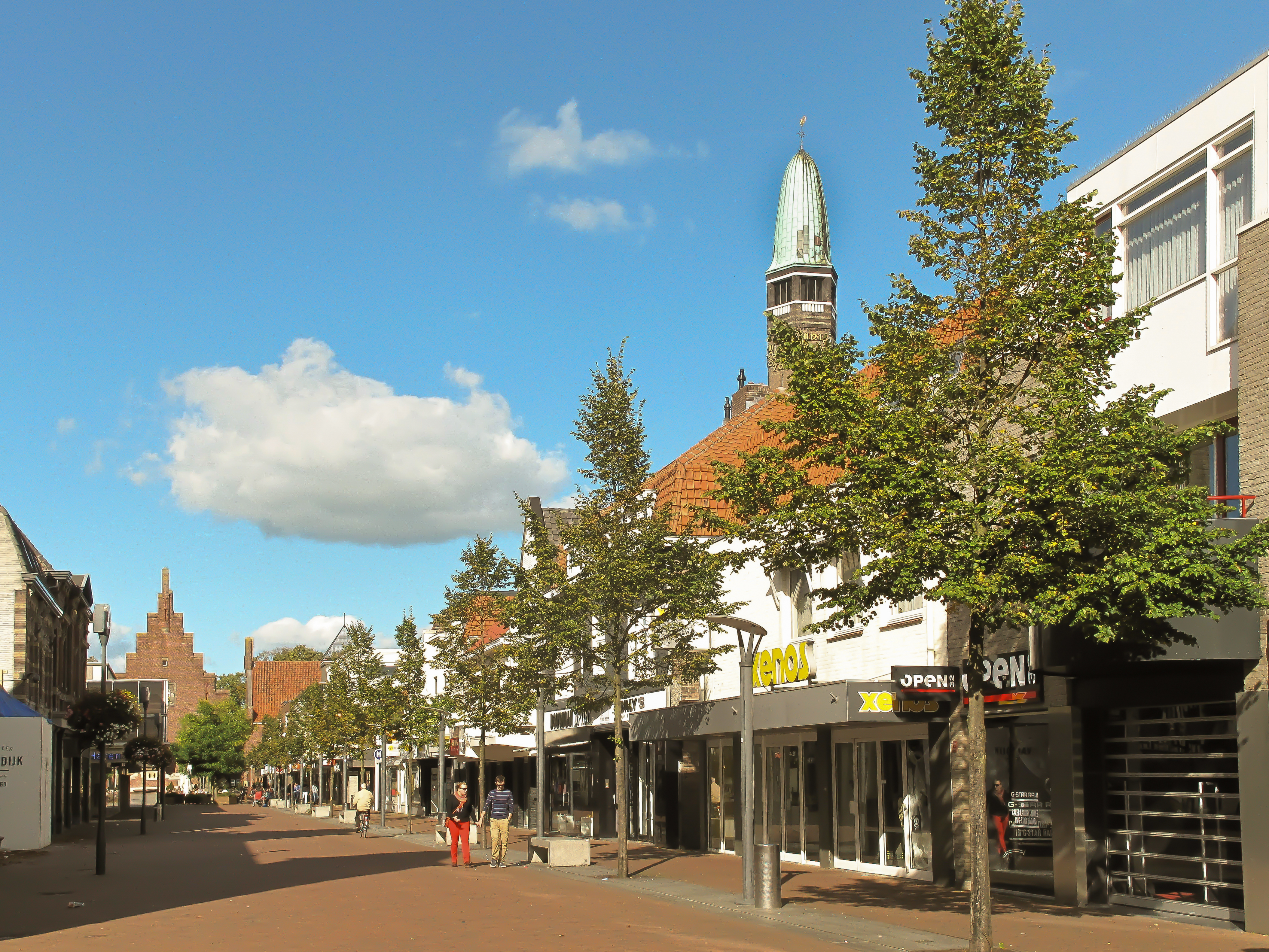
Waalwijk, Stationsstraat
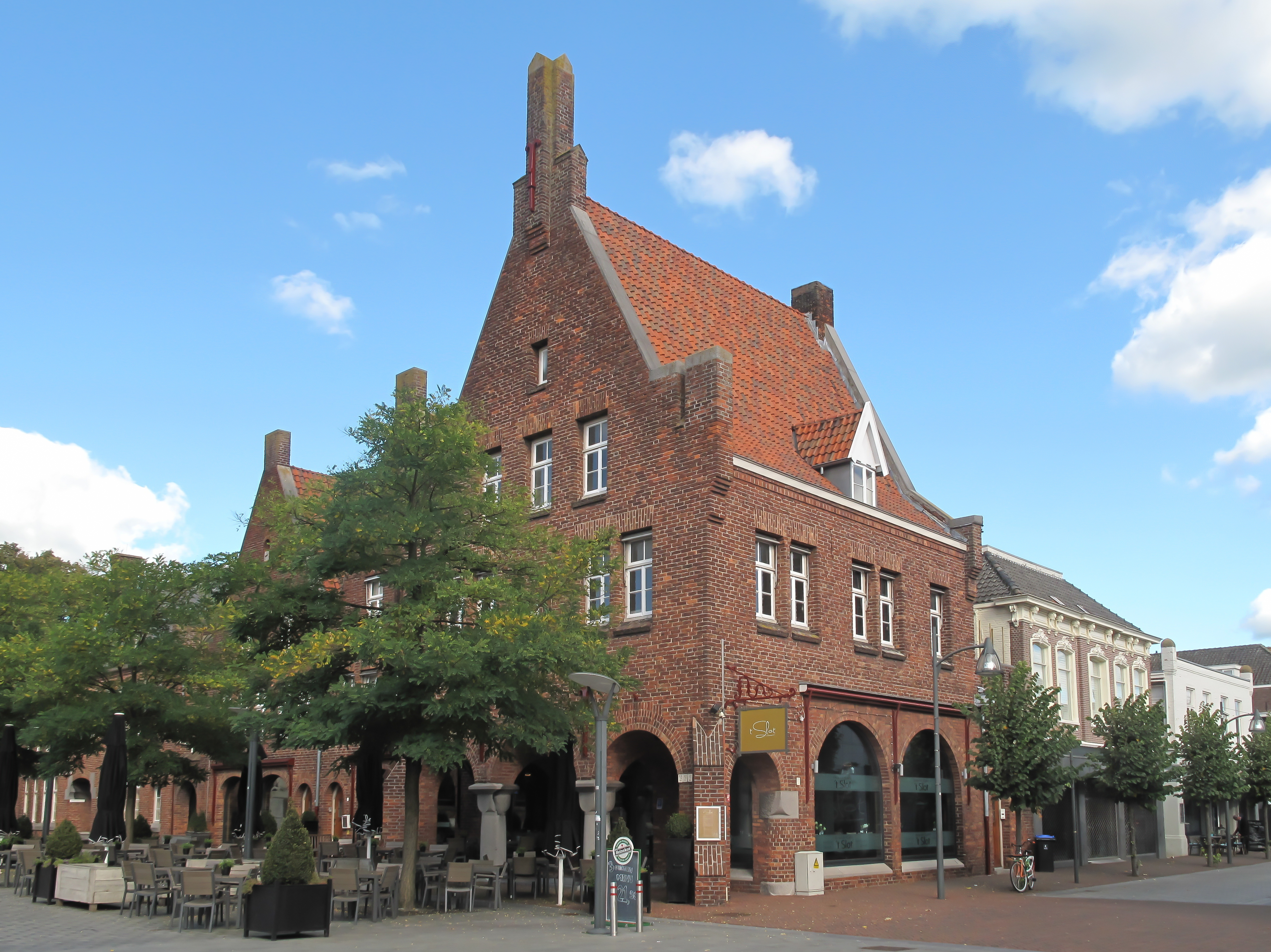
Waalwijk, Monumentalbau

## Politik
Am 16. März 2022 vereinte die Lokalpartei Lokaal Belang etwas mehr als ein Drittel aller Stimmen auf sich und konnte damit zum vierten Mal in Folge die Kommunalwahl in Waalwijk gewinnen.

### Gemeinderat
Der Gemeinderat von Waalwijk wird seit 1982 folgendermaßen geformt:
| Partei                          | Sitze | Sitze | Sitze | Sitze | Sitze  | Sitze | Sitze | Sitze | Sitze | Sitze | Sitze | Sitze |
| Partei                          | 1982  | 1986  | 1990  | 1994  | 1996 a | 1999  | 2002  | 2006  | 2010  | 2014  | 2018  | 2022  |
| ------------------------------- | ----- | ----- | ----- | ----- | ------ | ----- | ----- | ----- | ----- | ----- | ----- | ----- |
| Lokaal Belang b                 | –     | –     | –     | –     | –      | –     | –     | –     | 7     | 9     | 9     | 11    |
| VVD                             | 5     | 4     | 3     | 3     | 3      | 5     | 5     | 3     | 6     | 5     | 5     | 4     |
| GroenLinksaf                    | –     | –     | 1     | 2     | 1      | 2     | 2     | 2     | 2     | 3     | 4     | 3     |
| Waalwijk Linksaf                | 1     | 1     | 1     | –     | –      | –     | –     | –     | –     | –     | –     | –     |
| Samen Waalwijk                  | –     | –     | –     | –     | –      | –     | –     | –     | –     | –     | –     | 2     |
| SGP                             |       |       |       |       | 1      | 1     | 1     | 1     | 1     | 1     | 2     | 2     |
| CDA                             | 8     | 7     | 8     | 5     | 5      | 6     | 5     | 4     | 4     | 4     | 3     | 2     |
| D66                             | 0     | 0     | 1     | 1     | 1      | 0     | –     | –     | 2     | 2     | 3     | 2     |
| Lijst IJpelaar                  | –     | –     | –     | –     | –      | –     | –     | –     | –     | –     | 1     | 1     |
| ChristenUnie                    | –     | –     | –     | –     | –      | –     | 1     | 3     | 2     | 2     | 1     | 1     |
| Lijst Aussems                   | –     | –     | –     | –     | –      | –     | –     | –     | –     | –     | –     | 1     |
| PvdA                            | 2     | 5     | 4     | 3     | 4      | 4     | 2     | 6     | 3     | 2     | 1     | –     |
| Werknemersbelang                | –     | –     | –     | –     | 1      | 1     | 2     | 2     | 2     | 1     | –     | –     |
| Plaatselijk Burger Initiatief b | –     | –     | –     | –     | –      | –     | 2     | 3     | –     | –     | –     | –     |
| Gemeentebelangen b c            | 3     | 3     | 2     | 5     | 4      | 4     | 4     | 2     | –     | –     | –     | –     |
| De Acht Kernen b                | –     | –     | –     | –     | 4      | 3     | 3     | 2     | –     | –     | –     | –     |
| Algemeen Belang b d             | 2     | 1     | 2     | 2     | 1      | 2     | 2     | 1     | –     | –     | –     | –     |
| RPF                             | –     | –     | –     | –     | 2      | 1     | –     | –     | –     | –     | –     | –     |
| GPV                             | –     | –     | –     | –     | 2      | 1     | –     | –     | –     | –     | –     | –     |
| Algemeen Ouderen Verbond        | –     | –     | –     | –     | 0      | –     | –     | –     | –     | –     | –     | –     |
| Unie 55+                        | –     | –     | –     | –     | 0      | –     | –     | –     | –     | –     | –     | –     |
| GroenLinks                      | –     | –     | –     | –     | –      | –     | –     | –     | –     | –     | –     | –     |
| Gesamt                          | 21    | 21    | 21    | 21    | 27     | 29    | 29    | 29    | 29    | 29    | 29    | 29    |

Anmerkungen

### Städtepartnerschaften
Das westfälische Unna ist die deutsche Partnerstadt von Waalwijk.

## Söhne und Töchter der Gemeinde
- Frans Slaats (1912–1993), Bahnradsportler
- Leonie van Rooij-Overgoor (1924–2006), Widerstandskämpferin im Zweiten Weltkrieg
- Martinus J. G. Veltman (1931–2021), Physiker und Nobelpreisträger
- Rini van Bracht (* 1947), Karambolagespieler, mehrfacher Welt- und Europameister
- Yuri van Gelder (* 1983), Turner
- Elzemarieke de Vos (* 1983), Schauspielerin
- Kevin Brands (* 1988), Fußballspieler
- Bart Stevens (* 1998), Tennisspieler